# 피라루쿠
피라루쿠(Pirarucu)는 아라파이마(Arapaima), 파이체(Paiche)라고도 불리며, 아마존강 유역에 서식하는 아라파이마속의 일종이다. 한때 이 속의 유일한 종으로 여겨졌던 이 종은 민물고기 중 가장 큰 물고기 중 하나이다. 이 종은 절대적인 공기 호흡기이기 때문에 공기를 마시려면 정기적으로 수면으로 올라와야 한다.

## 묘사
이 종은 일반적으로 200cm에 달하고 길이가 최대 450cm에 달하는 것으로 알려진 가장 큰 민물고기 중 하나이다. 성체의 몸무게는 최대 200kg에 달할 수 있다. 전체 몸무게 중 머리 무게는 일반적으로 10.3%에서 12.8%이다.
원시 육식성 골설어목에 속하는 고대 물고기이다. 피라루쿠는 유선형 몸에 등지느러미와 항문지느러미가 꼬리 쪽으로 훨씬 뒤로 향한다. 몸은 주로 회색에서 회녹색을 띠지만, 브라질 현지 이름인 피라루쿠(포르투갈어: Pirarucu)는 꼬리 쪽 비늘의 붉은 반점이나 고기의 붉은 주황색을 가리키는 것으로 알려진 "붉은 물고기"를 뜻하는 토착어에서 유래했다. 붉은 색은 일반적으로 성적 성숙 후 수컷에게 나타나며, 전체 몸 계획의 최대 70%가 수컷에게 붉은 색을 띠게 된다.
이 물고기는 "견고하고 광물화된 외층"과 "견고하지만 유연한 내층"으로 구성된 "유연한 갑옷과 같은 비늘"을 가지고 있어 피라냐의 공격으로부터 보호하는 데 도움이 된다. 일반적으로 5~7cm이지만 더 큰 개체는 10cm에 달할 수 있는 비늘은 콜라겐 섬유를 층층이 쌓인 구조로 만들어졌다. 몸에서는 서로 겹쳐서 갑옷과 같은 특징을 형성한다.

## 분포
피라루쿠는 아마존강 유역과 브라질 강 유역의 담수가 원산지이며 브라질과 페루에서 서식하는 것으로 알려져 있다. 파이체(스페인어: Paiche)로 알려진 볼리비아와 페루에서는 대부분의 지역에서 침입종으로 간주되어 지역 토착종과 생태계에 영향을 미친다. 페루의 이키토스 지역, 에콰도르, 콜롬비아, 가이아나의 4개 강에서 다른 소수의 개체군이 발견되었다.

## 생리학
사육 기간의 평균 수명은 15~20년이다. 야생에서의 수명에 대한 충분한 증거는 없다.
피라루쿠는 빠른 속도로 성장하여 첫해에 약 10kg에 도달한 후 성적 성숙에 도달하면 약 5세 또는 길이 165m의 적당한 성장 속도로 성장한다. 형태학적 변화는 부화 후 8~9일 후에 물호흡기에서 공기호흡기로 전환되면서 발생한다. 공기호흡으로 전환하는 동안 아가미의 구조가 변화하여 이온 흡수에 더 잘 적응하지만 기체 확산은 덜한다. 아가미의 발달 변화가 발생하면 라멜라는 잘 알아볼 수 없다. 성체 아가미는 매끄럽고 기둥 모양의 필라멘트로 구성되어 있다. 신장은 이 종에서 질소성 폐기물 배설에 중요한 역할을 하며 성체 물고기의 경우 크기가 커진다.
어린 피라루쿠의 표현형 섹스는 분화되지 않았으며, 이는 생식선 세포가 성별을 모두 생산할 수 있음을 의미한다. 암컷의 경우 생식 주기 동안 크기가 다른 왼쪽 난소만 발달했다. 성숙이 일어나면서 증가했다가 산란 후 감소한다. 암컷은 복측 (아래)에 생식 기관을 외부 환경과 연결하여 짝짓기를 허용하는 생식 기관의 생식기 구멍이 있다. 수컷의 경우 왼쪽 고환만 발달했는데, 이는 작고 생식 주기 동안 크기가 다르지 않았다. 두 생식 기관 모두 짝을 이루지 못하고 수영 방광 근처에 위치한다. 경우에 따라 오른쪽 생식선은 발견되었지만 위축된 상태였다.
수컷과 암컷 모두 머리에 분비샘과 같은 분비 기관이 있으며, 주로 자손과의 소통에 사용되므로 대부분의 부모 돌봄을 제공하는 수컷에서 더 두드러진다. 분비물은 400가지 물질로 구성되어 있으며 호르몬, 단백질, 펩타이드 및 페로몬으로 구성되어 있어 치어 (갓 부화한 물고기)에게 영양분을 제공한다.

## 생태학

### 호흡
피라루쿠는 아가미 사용에서 발생하는 산소를 보충하기 위해 호흡하는 표면 공기가 필요하기 때문에 5~15분마다 표면 공기를 크게 들이마시는 데 의존한다. 속의 다른 종과 마찬가지로 폐와 같은 조직을 포함하는 변형된 수영 방광이 이러한 목적으로 사용된다.

### 먹이
이 종은 주로 물고기를 먹이로 하는 특수 육식동물이다. 다른 무척추동물도 먹이의 일부이며, 어린 개체는 완전히 자랄 때까지 곤충과 물고기 유충을 선호한다. 먹이 선택성과 먹이 가용성의 강력한 계절적 변화로 인해 계절적 성장이 관찰된다. 또한 수면 위에서 새, 포유류, 과일, 씨앗을 섭취한다. 먹이 물고기과에는 칼리크티스과, 로리카리아과, 붉은꼬리메기과, 헵타프테루스과 등이 있다.

### 이동
이 종은 낮은 수심과 낮은 조류 속도로 인해 강 수로와 범람원 사이에서 계절적 측면 이동을 겪는다. 호수와 숲 서식지가 선호되는 것으로 보인다. 수위가 높을 때 피라루쿠는 점점 더 수위가 높아지는 홍수림으로 이동한다. 수위가 낮아지면 물고기는 낮은 수준의 홍수림으로 이동하기 시작한 다음, 낮은 수위로 인해 물리적으로 고립되었을 때 머무는 호수로 이동한다. 홍수림으로의 이동은 먹이를 주고 부모를 돌보는 메커니즘이며, 먹이 (성인과 자손 모두)는 성수기에 이 서식지에서 밀도가 높아진다. 높은 수위에서는 생존율 (물리적 안전성) 증가, 먹이 공급 (적절한 먹이 공급률), 번식 촉진 (우호 및 짝짓기 활동)으로 인해 피라루쿠 개체 수가 호수에서 밀도가 높다.

### 산란
성적 성숙은 5년에 도달하며 암컷의 번식력은 매년 증가한다. 산란은 수위가 낮은 시기 (8월에서 3월)에 호수와 강 수로에서 각 배치에 평균 500개 미만의 알이 있는 작고 별도의 알무더기에서 발생한다. 부모가 입으로 기질에 구멍을 파고 알의 둥지를 만드는 것이 관찰되었다. 소규모 집단 산란 전략은 자연 현상으로 인한 수정란의 총 손실을 낮추기 때문에 환경의 예측 불가능성에서 비롯된 것으로 생각된다. 번식 실패 시 쌍이 다시 번식하여 더 나은 성공을 거둘 수 있다. 수컷은 3~6개월 동안 자손을 보호하기 위해 남아 있다. 체질량과 근육 생산량은 다른 많은 어종과 달리 성 성숙 주기 동안 다르지 않다. 수컷의 붉은 색소는 연령을 나타내는 대용품으로 성 선택에 사용되는 것으로 알려져 있다.